# B-кварк
b-кварк (від англ. bottom — дно, або beauty — краса) — одна з фундаментальних частинок у рамках теорії кварків та Стандартної моделі. Для b-кварка характерне особливе квантове число (аромат) — краса. Подібно до інших кварків b-кварк — ферміон зі спіном 1/2. Він бере участь у всіх типах фундаментальних взаємодій, має електричний заряд -1/3. Разом із t-кварком b-кварк входить до третього покоління фундаментальних частинок. Античастинка b-кварка називається b-антикварком.
Існування b-кварка теоретично передбачили Кобаясі Макото та Масукава Тосіхіде у 1973, намагаючись пояснити порушення CP-інваріантності. Назву bottom запропонував у 1974 Хаїм Харарі. Експериментально b-кварк відкрила група під керівництвом Леона Макса Ледермана 1977 року в Фермілабі в ході експеримента E288. Кобаясі та Масукава отримали Нобелівську премію за 2008.

## Історія відкриття
Існування третього покоління кварків, яке включало b- і t-кварки, було передбачено у 1973 році Макото Кобаясі і Тосіхіде Масукава для пояснення явища порушення CP-інваріантності.
Експериментальне підтвердження це явище отримало в [[1977 рік|1977 році]] у лабораторії Фермілаб співтовариством Колумбія—Фермілаб—університет в Стоуні Брук (експеримент E288 по вивченню протонних зіткнень, керівник проекту — Леон Ледерман та ін.): в цьому експерименті була відкрита Іпсилон-частинка — векторний -ϒмезон, який утворений b-кварком та b-антикварком. Майже відразу сталося відкриття збуджених станів системи {\displaystyle b{\overline {b}}}: мезонних резонансів ϒ{\displaystyle '}, ϒ{\displaystyle ''} і ϒ{\displaystyle '''}.
Процеси, які відбуваються з участю b-кварка, носять жаргонну назву «B-фізика». Оскільки розпади b-кварка у кварки більш легкого аромату сильно пригніченні і відбуваються в основному через слабку взаємодію, то в системах, які містять цю частинку, спостерігається багато цікавих процесів — зокрема, порушення CP-інваріантності, осциляції нейтральних B-мезонів, процеси із внеском петльових «пінгвінних» і «ящикових» діаграм. Багато дослідів в області B-фізики в 2000-і роки виконані в експериментах BaBar (Стандфордський центр лінійного прискорювача, США) і Belle (KEK, Японія). Зараз головним експериментом, що досліджує адрони, що містять b-кварк є LHCb.

## Адрони, які містятьb-кварк
- Іпсилон-мезон (ϒ-мезон, боттомоній) містить b-кварк і b-антикварк.
- B±-, B0-мезони містять b-кварк і кварк (або антикварк) першого покоління (u- або d-кварк).
- {\displaystyle B_{s}^{0}}-мезони містять b-кварк і s-кварк.
- {\displaystyle B_{c}^{\pm }}-мезони містять b-кварк і c-кварк.
- Баріони, які містять b-кварк і два більш легких кварка ({\displaystyle \Lambda _{b}^{0}} і т. д.).

| Частинка                                                       | Кварковий склад | Маса, Mc2 (МеВ) | Час життя або ширина | Спін-парність, ізоспін JP(I) | Основні моди розпаду |
| -------------------------------------------------------------- | --- | --------------- | -------------------- | ---------------------------- | -------------------- |
| B±, {\displaystyle B^{0}}, {\displaystyle {\overline {B}}^{0}} | {\displaystyle u{\overline {b}}}, {\displaystyle b{\overline {u}}}, {\displaystyle d{\overline {b}}}, {\displaystyle b{\overline {d}}} | 5279            | 1.6·10−12 c          | 0-(1/2)                      | D0+ін, D*+ін         |
| B±, {\displaystyle B^{0}}, {\displaystyle {\overline {B}}^{0}} | {\displaystyle u{\overline {b}}}, {\displaystyle b{\overline {u}}}, {\displaystyle d{\overline {b}}}, {\displaystyle b{\overline {d}}} | 5279            | 1.6·10−12 c          | 0-(1/2)                      | ν+ін, D++ін, D*+ін   |
| ϒ                                                              | {\displaystyle b{\overline {b}}} | 9460            | 53 кеВ               | 1-(0)                        | τ+τ−, e+e−, μ+μ−     |

В таблиці приведені маси, квантові числа, ширини деяких частинок, які мають в своєму складі {\displaystyle b} або {\displaystyle {\overline {b}}} кварки.

## B-кварки і Нова фізика
Одна з цілей експериментів на Великому адронному колайдері — пошук відхилень від Стандартної моделі. Деякі з таких відхилень пов'язані з процесами народження і розпаду b-кварків, а саме:
- Надрідкісний розпад B-мезона і Bs-мезона на мюон-антимюонну пару відбувається в 3,7 разів частіше, ніж передбачає модель. Наразі, статистична значущість цього відхилення складає 2,2σ[5]
- Значні відхилення від Стандартної моделі у розпаді b-кварка на s-кварк і мюон-антимюонну пару. Для цього каналу їх значущість досягає 3,6σ.[6]
- Порушення лептонної універсальності — відношення ймовірностей розпаду з утворенням мюон-антимюонної пари і електрон-позитронної пари має бути близьким до одиниці, тоді як експерименти показують, що воно є суттєво нижчим.[7]